# Rayon
Rayón, jedno od sela Ópata Indijanaca u središnjem predjelu meksičke države Sonora. Osnovao ga je 1638. godine misionar Pedro Pantoja. Uz Ópate i Pime (Hrdlička, 1904), u njemu je 1900. živjelo i 63 Yaqui Indijanaca. Danas je to maleni gradić s oko 1,200 stanovnika (2000) i općinsko središte.